# 제20기계화보병사단
제20기계화보병사단(第二十機械化步兵師團, ROKA 20th Mechanized Infantry Division, 상징명칭: 결전부대)은 대한민국 육군의 기계화 보병사단으로, 제7기동군단의 예하에 있던 부대이다.
공식적인 별칭은 1978년에 부여된 결전부대이다. 20사단은 2019년 12월 1일에 제11기계화보병사단과 통합되어 해체되고 경기도 양평군의 (구)20사단 사령부에는 강원도 양구군에 있는 (구)제2보병사단 사령부가 제2신속대응사단으로 개편되어 입주했다.

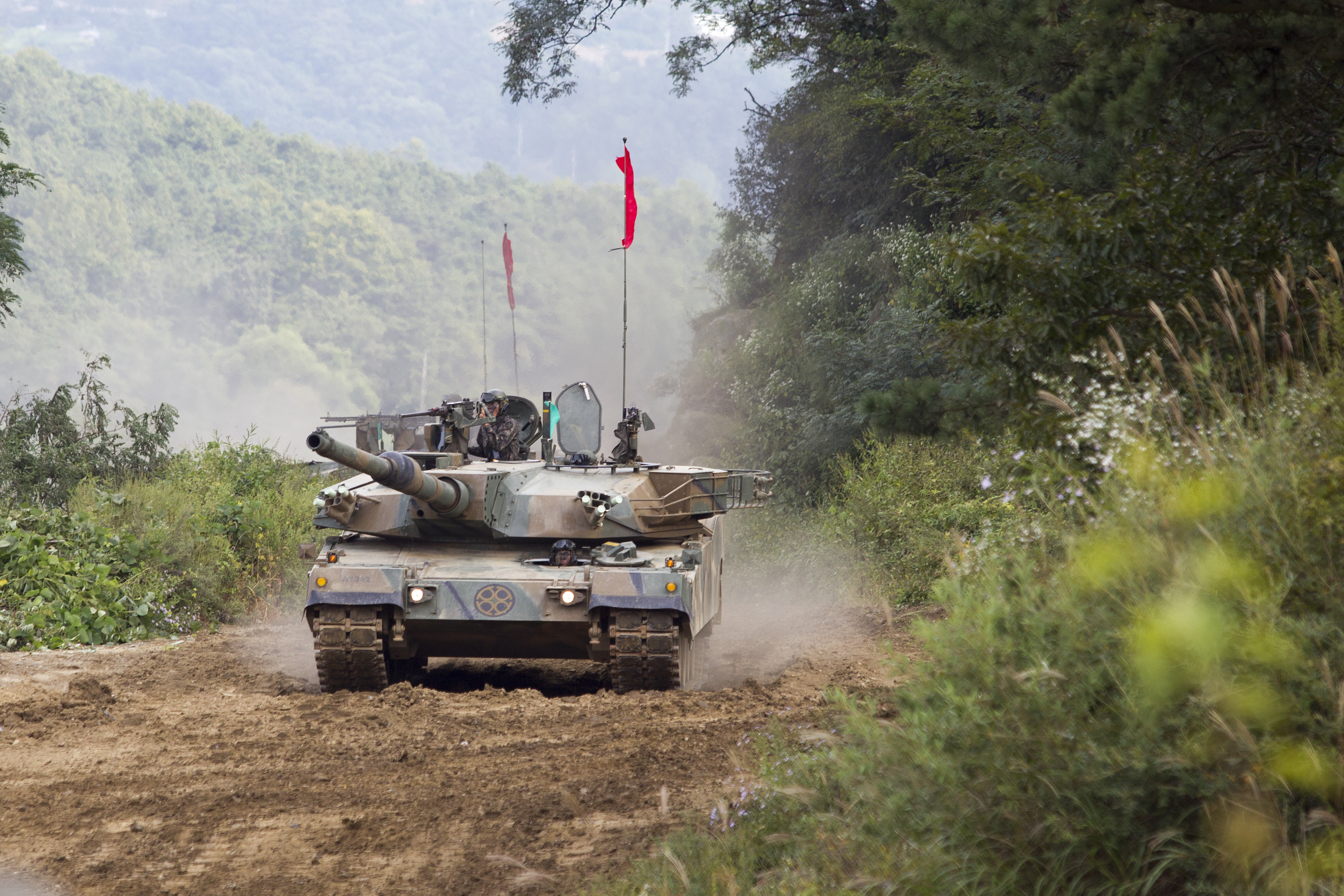
야외기동훈련 중인 제20기계화보병사단의 전차

## 역사
한국 전쟁 말기, 한국군의 2차 증강계획인 국방부 일반명령 육군 제32호에 따라, 1953년 2월 9일 강원도 양양에서 제1교육여단을 기반으로 창설되었다. 938번 선우 고지와 크리스마스 고지를 방어하고 있던 중, 6월 10일 M-1 고지로 공격해 온 중공군 제60군의 제33사단과 충돌하여 공방전을 벌인 끝에 22일에 격퇴하였다.
1964년부터 휴전선 지역에 주둔하던 중, 1977년 10월 20일, 강원도 철원에 주둔하고 있던 제60연대 1대대장이 무전병을 끌고서 휴전선 철조망을 지나 군사분계선을 넘어 북한으로 넘어갔다. 이에 따라 이듬해 1978년 제5사단과 임무를 교대하여 양평으로 주둔지를 옮겼다.
1980년 5월 17일, 사단장인 박준병에 의해 60, 61, 62 연대와 사단 전차대대, 91 포병대대가 5·18 광주 민주화 운동 진압인 충정 작전에 동원되었다.
1981년 8월 25일 육군 일반명령 제 31호로 차량화 보병화, 육군 일반명령 제42호로 1983년 6월 1일 대한민국에서 두 번째로 기계화 보병으로 또다시 개편된 후, 제7기동군단에 예속 전환되었다.
2009년 11월 31일 최초로 사단에 K-21가 배치되었다.
2014년 7월 최초로 사단에 K2 흑표가 실전배치되었다.
20사단은 2019년 12월 1일자로 11기계화보병사단과 통합돼 해체되고 양평종합훈련장(용문산 사격장)도 11사단이 담당한다. 경기도 양평의 (구)20사단 사령부에는 강원도 양구에 있는 (구)2보병사단 사령부가 들어선다.

### 주둔지 이전
2008년 1월에 양평군은 지난 2007년 9월부터 준비한 도시 발전을 위해 국방부에 군사 시설 이전을 제안하였다. 61여단 본부(옥천면 옥천리), 의무대대(양평읍 오빈리), 방공대대(용문면 다문리) 화생방대(용문면 광탄리)의 주둔지가 대상이며, 민간 자본 1,050억원 예산을 충당하여 부지를 인수하게 된다. 이 계획에 의하면 국방부는 2015년부터 방공대대와 화생방대는 용문면 광탄리, 61여단 본부와 의무대대는 옥천면 옥천리로 옮겨갈 예정이라고 언론을 통해 발표하였다.

### 사건·사고
200X년 12월 9일, 신병교육대대의 네 번째 TNT 폭파 시범 과정 도중,  알 수 없는 이유로 폭발하여 조교 정 일병이 죽고, 교관 김 하사, 전 중사, 소대장 오 소위가 다쳤다. (당시 신병교육대에 있던 하사의 발언에 의하면 조교가 TNT를 들고  있을 때 격발기를 눌러 사망사고가 발생하였다고 한다. TNT 도선을 연결하였으나 소통 오류로 인하여 연결이 되지 않은 것으로 착각하여 발생한 사건이라고 하였다.) 죽은 정 일병과 부상자들은 경기 성남시 국군수도병원으로 후송되었다.

## 편성

### 전투 서열
- 사단 본부
- 제60기계화보병여단 "상승"(현재 제8기계화보병사단으로 예속 변경)
  - 여단 본부 및 본부중대
  - 제26 전차대대 "악어"
  - 제32 전차대대 "강병"
  - 제107기계화 보병 대대 "격파"
- 제61기계화보병여단 "화랑"( 제11기계화보병사단으로 예속 변경)
  - 여단 본부 및 본부중대
  - 제12전차 대대 "질풍"
  - 제108기계화 보병 대대 "철마"
  - 제110기계화 보병 대대 "사자"  (2019년 말 해체)
- 제62기계화보병여단 "돌격" ( 2019년 11월 30일부로 해체)
  - 여단 본부 및 본부중대
  - 제31전차대대 "비호" (2019년 10월 31일 해체)
  - 제109기계화보병대대 "백마" (2019년 11월 30일 해체)
  - 제111기계화보병대대 "무적번개" (제61기계화보병여단으로 예속 변경)
- 사단 포병 여단 "시그마"
  - 여단 본부 및 본부포대
  - 제69포병대대 "맹호"(해체)
  - 제70포병대대 "백곰" (해체)
  - 제78포병대대 "승리"
  - 제91포병대대 "백호"
- 공병대대
- 정비대대
- 보급수송대대
- 정찰대대
- 의무대대
- 정보통신대대
- 기갑수색대대
- 군사경찰대대
- 화생방지원대대
- 방공대대
- 본부대대
- 신병교육대대

### 장비
| 분류             | 명칭                   |
| ---------------- | ---------------------- |
| 병력 수송 장갑차 | K-200, K277 지휘장갑차 |
| 보병 전투차      | K-21                   |
| 주력전차         | K1A1 전차, K2 흑표     |
| 포병화력         | K-55, K9 자주포        |

## 같이 보기
- 수도기계화보병사단
- 제7기동군단
- M-1 고지 전투

## 참고
1. ↑  김귀근 (2019년 9월 21일). “[김귀근의 병영톡톡] 병역자원 감소…2개 군단·6개 사단 해체”. 《연합뉴스》.
2. ↑  “M-1 고지 전투( 1953.6.10 - 23)”. 대한민국 육군. 2015년 9월 23일에 원본 문서에서 보존된 문서. 2014년 5월 6일에 확인함.
3. ↑  “비무장지대 철책절단사건 현장 30년 秘史” 544호. 신동아. 2005년 1월 1일: 132~135.
4. ↑  “20사단 충정 작전보고 국방부 원자료 전문”. 5.18 연구소. 2007년 5월 30일. 2007년 5월 22일에 원본 문서에서 보존된 문서. 2014년 5월 6일에 확인함.
5. ↑  “'긴급제안' 한국군, 평시 신속결정작전 펼칠 기갑군단 창설하라”. 신동아. 2007년 8월 1일. 2010년 2월 20일에 확인함.
6. ↑  “양평,양서 방공부대 이전“탄력”-세계적 관광명소 기폭제!”. 양평 백운신문. 2011년 7월 28일. 2014년 5월 6일에 확인함.
7. ↑  김광섭 (2008년 2월 12일). “양평 도심 군부대 '외곽으로'”. 인천일보. 2014년 5월 6일에 확인함.